# Cité des Coutures
La cité des Coutures est un ensemble de logement social de la ville de Limoges, située dans le département français de la Haute-Vienne.

## Description
L'ensemble est l'œuvre de Roger Gonthier, architecte de la gare de Limoges-Bénédictins à proximité et à la même époque que celle-ci (1925-1932) alors que la ville est marquée par une forte activité industrielle aux XIXe et XXe siècles. La construction de la cité s'inscrit d'ailleurs dans une grande vague d'édification de logements sociaux à Limoges, qui s'étale sur toute la première moitié du XXe siècle, alors que l'industrie de la chaussure et de la porcelaine sont encore très puissantes.
L'ensemble est à l'origine constitué de 540 logements, auxquels on ajoute des équipements collectifs, une cour intérieure et des commerces. Dans les années 1950, on construit 75 logements supplémentaires. Quartier très industriel, les Coutures accueillent dans leur cité une part importante d'employés de la chaussure - environ 15 % - mais aussi, proximité de la gare oblige, 4 à 5 % de cheminots,.

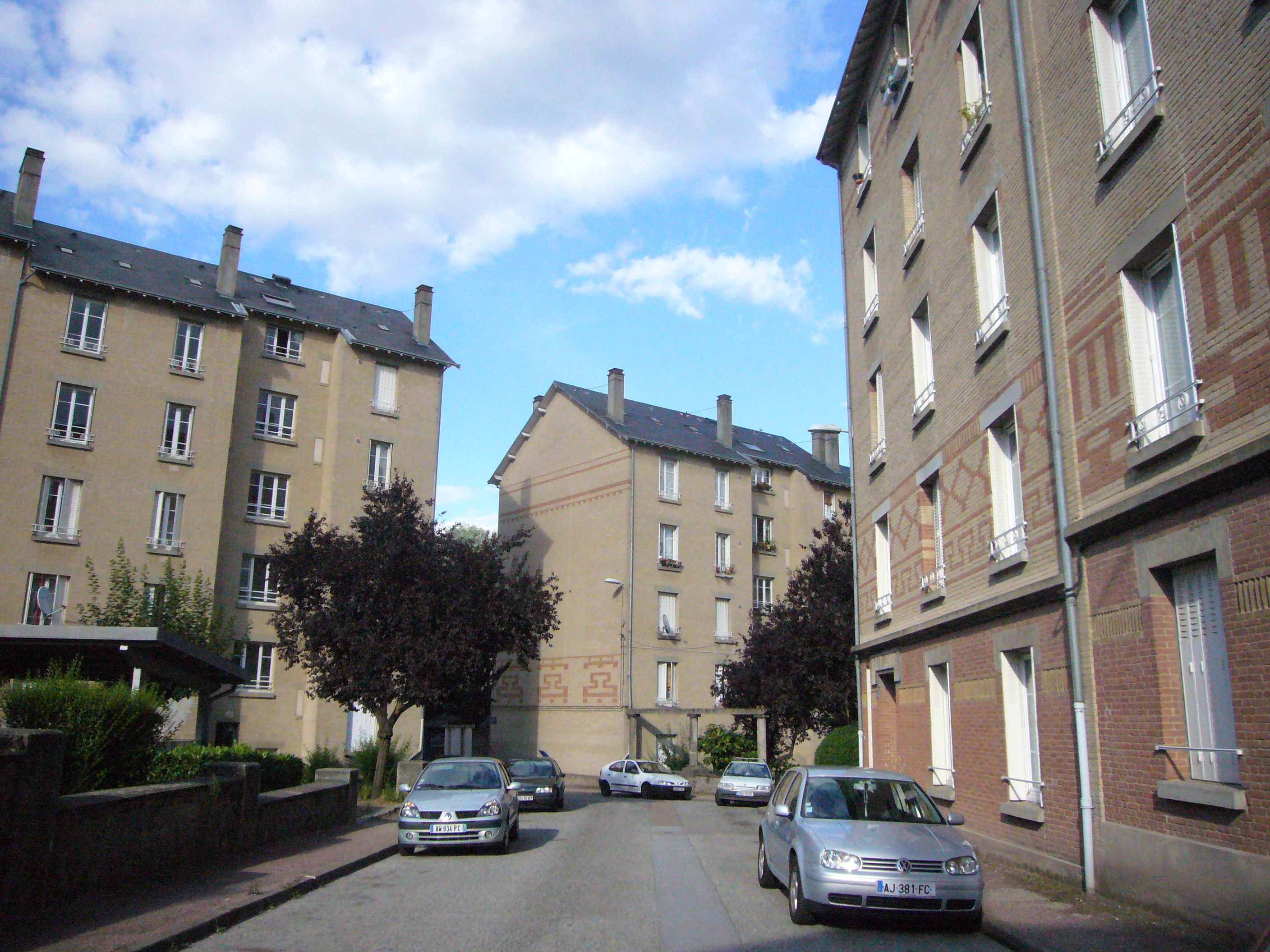
Vue de la cité
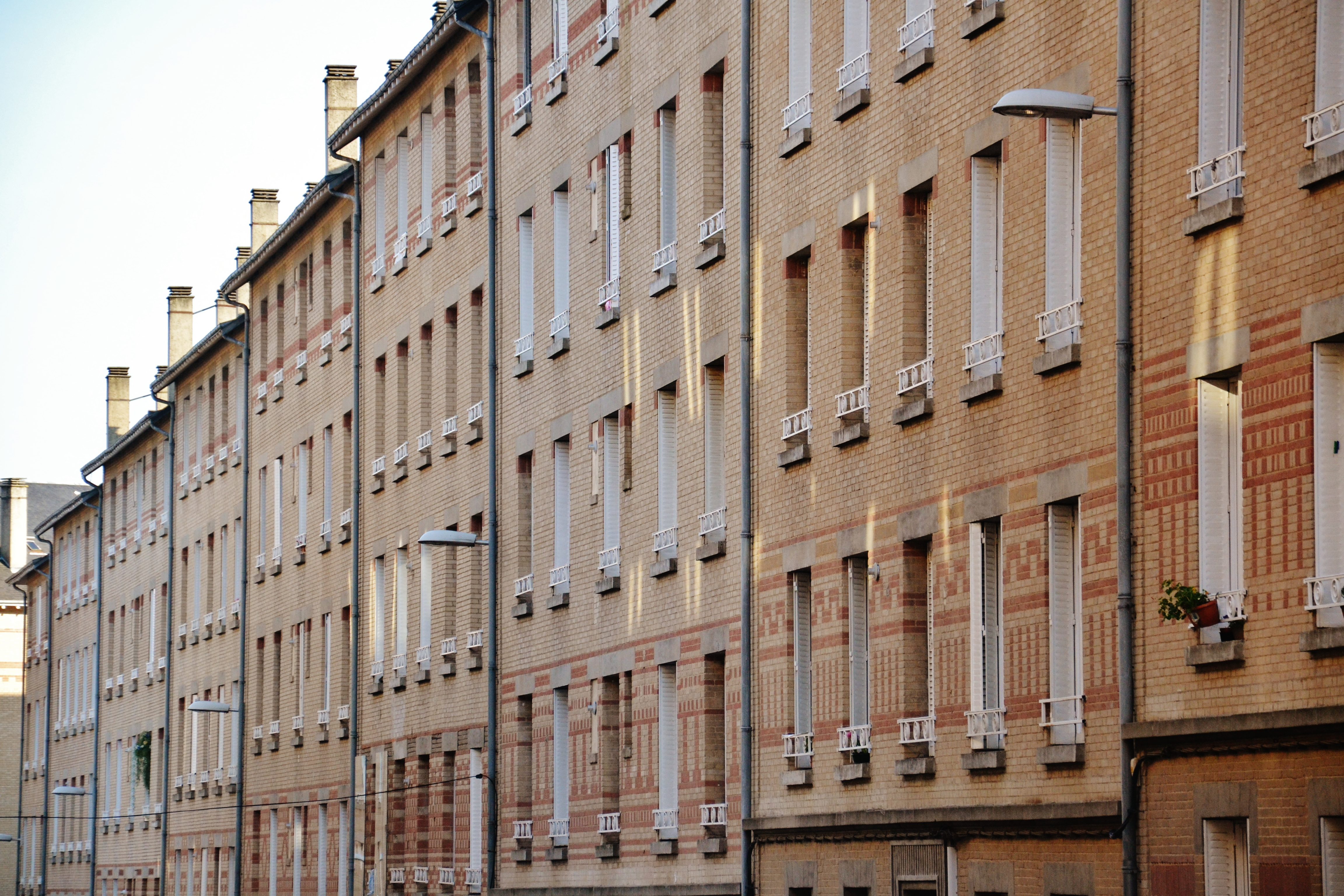
Autre vue

## Histoire
Jean-Pierre Karaquillo voit le jour le 12 décembre 1943 aux Coutures dans cette cité ouvrière construite entre 1925 et 1932 par Roger Gonthier, l'architecte de la Gare de Limoges-Bénédictins. 
Pendant la Seconde Guerre mondiale, la cité, par sa configuration fermée, est le siège d'un groupe de résistants (parmi lesquels la future épouse d'André Foussat, député de 1945 à 1956), dont plusieurs seront dénoncés. En juin 1940, une bombe est larguée sur les immeubles, faisant trois victimes Le 22, c’est la signature de l’armistice entre l’Allemagne et la France, selon la volonté de Philippe Pétain. Une plaque rappelle le passé du quartier à travers la guerre, sur une façade puis sur les murs du quartier et de la Gare de Limoges-Bénédictins présentent encore les impacts des balles.
Classée quartier prioritaire dès 2015, la cité compte 1 892 habitants en 2018 pour un taux de pauvreté de 41 %
Avenue des Coutures, l’épouse du maire de Limoges, Louis Longequeue, tient la pharmacie (toujours en place aujourd’hui), entourée de nombreux commerces de bouche dont seule la boulangerie est restée.